# Jacques Lacan
Jacques-Marie Émile Lacan (París, 13 d'abril de 1901 - 9 de setembre de 1981) fou un psiquiatre i psicoanalista francès.
La tesi doctoral amb la qual assoleix el doctorat en psiquiatria, que defensa l'any 1932, reflecteix la influència d'intel·lectuals surrealistes de l'època. L'any 1934 entra a formar part de la Société psychanalytique de Paris (SPP) i l'any 1938 és escollit membre titular.
Les seves primeres aportacions en psicoanàlisi són les teories de l'estadi del mirall, de la interpretació que en fa de la prova del mirall atribuïda a Françoise Dolto. Serà després de la Segona Guerra Mundial que el seu ensenyament en psicoanàlisi pren importància. L'aspecte polèmic d'alguns dels aspectes estudiats per Lacan –el retorn a Freud, les seves idees estructuralistes, la seva manera de tractar la cura psicoanalítica– condueixen a diverses escissions amb la Société psychanalytique de París i d'altres institucions internacionals. Combinant la recerca, l'estudi i els seminaris, Lacan ensenyà fins a la seva mort: combinant la seva docència entre l'hospital de Sainte-Anne, l'École normale supérieure i la universitat parisenca de la Sorbonne.
Figura força polèmica i contestada, Lacan marcà profundament el paisatge intel·lectual francès i internacional, tant per l'escola que proclamà dins la psicoanàlisi com per les oposicions que les seves tesis provoquen.

## Infància i estudis
Jacques-Marie Émile Lacan fou el fill gran d'una família de la classe mitjana burgesa. Va viure en un ambient catòlic i conservador. Fou descrit com un infant tirànic i brillant. Comença a estudiar al col·legi Stanislas l'any 1907 on rebrà l'educació primària i secundària. Amb quinze anys descobreix, en el pensament de Baruch Spinoza, una lectura apassionada i un pensador brillant, qui serà, d'ençà, un dels seus filòsofs admirats. Tanmateix, Jean Baruzi -autor d'una tesi sobre Sant Joan de la Creu- causà una gran impressió en el jove Jacques Lacan. També s'interessà per Leibniz, Sant Pau i Angelus Silesius. Lacan començarà a estudiar medicina contra el consell del seu pare. Durant els seus primers anys d'estudi freqüenta cercles intel·lectuals oposats, tant als surrealistes com l'Acció francesa (Action française), grups que es caracteritzaven per una posició inconformista pronunciada de la societat, de la qual Lacan posarà l'atenció en la problemàtica sobre el llenguatge.
Perduda la fe durant la seva adolescència, viu com un fracàs personal l'entrada del seu germà a l'Abadia d'Hautecombe l'any 1929.
En acabar els seus estudis en medicina, va decidir especialitzar-se en psiquiatria. Seguirà l'ensenyament de Gaëtan Gatian de Clérambault, de qui afirmarà anys més tard que fou el seu únic mestre en psiquiatria, malgrat la gran quantitat de professors brillants de qui en rebé educació. Sent intern en psiquiatria coneixerà a Henri Ey i Pierre Mâle. L'any 1932 defensarà la seva tesi doctoral, doctorant-se en medicina i especialitzant-se en psiquiatria.

## De la Societat psicoanalítica de París a la Societat francesa de psicoanàlisi
Mesos abans de la defensa de la seva tesi, inicia una psicoanàlisi de la mà de Rudolph Loewenstein. És nomenat membre agregat de la Societat psicoanalítica de París (Société psychanalytique de Paris). N'esdevindrà membre titular l'any 1938 amb el suport de Loewenstein, posant una condició: Lacan ha de continuar la seva psicoanàlisi amb ell. Però just després de rebre el grau de titular, Lacan interromp la seva anàlisi. Serà també durant els anys 1930 quan participa en el famós seminari d'Alexandre Kojève sobre Hegel. Aquest seminari, un lloc de trobada entre personatges influents del món intel·lectual de la França de mitjan segle xx, com Raymond Aron, Raymond Queneau, Jean Hyppolite, Maurice Merleau-Ponty, Georges Bataille, etc., fou un seminari de formació intel·lectual molt important per a Lacan, el qual prendrà de Kojève una gran quantitat de conceptes al voltant del desig humà, com 'desig de desig' o la dimensió del reconeixement, primordial tant per Lacan com per Kojève.
L'any 1933 coneix la Marie-Louise Blondin, qui esdevé la seva primera dona el 29 de gener de 1934. Tindran tres fills: Caroline (1937), Thibaut (1939) i Sibylle (1940). S'enamorà de Sylvia Maklès, casada encara legalment amb Georges Bataille, tot i que estaven separats des del 1933. Lacan i Sylvia Maklès tindran la seva primera filla, Judith, l'any 1941, motiu pel qual la seva dona li demanarà el divorci cap al final de la guerra.
Durant l'ocupació nazi de París, Lacan suspèn qualsevol ensenyament, però manté la seva activitat com a psicoanalista privat. No serà fins després de la guerra que el moviment psicoanalític francès, mal vist pel nazisme, començarà a desenvolupar-se socialment i intel·lectualment. El gran conflicte mundial ha desencadenat grans canvis i problemàtiques. Des dels moviments com els que planteja el lingüista Édouard Pichon, teòric d'un inconscient nacional que depèn de la llengua, passant per un background psicològic de les experiències més recents del subjecte.
L'exili de Loewenstein, amant de Marie Bonaparte, defensor del biologisme i tenint l'autoritat moral de ser un dels pioners en implantar la psicoanàlisi a França, inicia una guerra de forces en la societat psicoanalítica de París. Just començada la postguerra, la figura de Lacan pren una importància i un protagonisme del qual no gaudia un temps abans, tot i que no per manca d'ambició.
Serà cap a la fi dels anys 1940 i principis dels anys 1950, quan la qüestió de les «sessions curtes» comença a ser tractada per Lacan. Fins al moment, les sessions psicoanalítiques tenien una llargada variable. Lacan introdueix sessions més curtes i de la mateixa durada. Aquesta temàtica esdevé la base dels 'Vespres de la psicoanàlisi francesa' (Soissons de la psychanalyse française). Lacan rebé, llavors, un primer avís sobre la temàtica dels seus seminaris l'any 1951. L'any 1953 es viurà una rebel·lió dels alumnes de psicoanàlisi, a causa de l'obscuritat del funcionament de l'institut encarregat de l'ensenyament psicoanalític - una crisi institucional colpeja la Societat psicoanalítica de París. Aquesta crisi es confon amb els problemes de repartició de poders entre la societat de psicoanàlisi i l'institut, els diversos corrents i escoles i les pràctiques, desautoritzades, de Lacan. Lacan, doncs, serà expulsat de la presidència de la Societat psicoanalítica de París. Daniel Lagache abandona la Societat i decideix fundar un institut d'inspiració universitària, la Societat francesa de psicoanàlisi (Société française de psychanalyse), seguit per Françoise Dolto i Juliette Favez-Boutonnier. Lacan els seguirà, almenys, durant un temps. Ell és una de les causes, però no el fonamental ni l'instigador de l'escissió. L'international Psychoanalytical Association decidí, llavors, que la nova societat no podia afiliar-se a l'associació internacional de psicoanàlisi fins a corroborar els seus mètodes d'ensenyament i anàlisi.

## De l'inconscient estructurat com llenguatge
Aquesta frase de Lacan: «l'inconscient est structuré comme un langage» (l'inconscient està estructurat com llenguatge) és central en la seva elaboració teòrica. Per donar suport teòric i demostrar la seva tesi, Lacan recupera les tres obres majors de Freud: La interpretació dels somnis, Psicopatologia de la vida quotidiana i La paraula de l'esperit i les seves relacions amb l'inconscient. Lacan realitzarà un «retorn a Freud».
En una entrevista realitzada per Madeleine Chapsal, per la revista L'Express, l'any 1957, revela les seves descobertes en el camp de la psicoanàlisi: «observeu els jeroglífics egipcis: tant s'ha buscat el significat directe del voltor, dels pollastres, dels homes a peu dret, asseguts, o movent-se, l'escriptura resta indesxifrable. Tot sol, el signe del "voltor" no diu res; no troba el seu valor significant sinó entès en el conjunt d'un sistema al qual pertany. Doncs bé! Els fenòmens als quals ens enfrontem en l'anàlisi són d'aquest ordre, són de l'ordre del llenguatge.
La psicoanàlisi no és un explorador de continents desconeguts, la psicoanàlisi és un lingüista: ella aprèn a desxifrar l'escriptura que ja hi és davant dels seus ulls, a l'observació de tots. Però això es demora indesxifrable, tant que no es coneixen les lleis, les seves claus.»
Lacan, llavors, es lliurà a defensar-se per demostrant que tota l'obra freudiana pot ser, i ha de ser, llegida i defensada amb referències lingüístiques, pel mateix fet que l'eficiència de la psicoanàlisi està lligada al fet de parlar, que la psicoanàlisi és una experiència de paraula. Lacan proposà la metàfora d'una hamaca: «l'home, en la seva existència, té el seu ésser en el llenguatge; és donat. Ell és [el llenguatge] abans de la seva existència, no és ell un estat civil? Sí, l'infant que ha de néixer és ja, de bon principi, envoltat per l'hamaca del llenguatge que el rep i al mateix temps l'impressiona». És d'aquesta impressió que, per a la psicoanàlisi, es tracta de ser alliberat.

### L'estructuralisme
Entre el 1953 i el 1954, Lacan comença un viratge: abandona momentàniament les seves referències a Hegel, el hegelianisme a l'estil de Kojève, per l'estructuralisme. Quan Lacan abordà la funció del simbòlic i la necessitat d'un pacte entre el jo i el petit altre, l' "objecte petit a", pren allò que ha après de la noció d'estructura, estrictament equivalent al llenguatge. És en el seu gran text inaugural Funció i camp de la paraula i del llenguatge, on Lacan es refereix als estudis de Claude Lévi-Strauss, per enunciar la gran llei primordial dels intercanvis i de la paternitat.
L'any 1953 introdueix els conceptes que esdevindran fonamentals en la seva obra, els tres registres: el Real, el Simbòlic i l'Imaginari. Comença a treballar en una teoria del significant, descobrint a Ferdinand de Saussure i a Roman Jakobson. És llavors quan comença a citar amb regularitat la tesi de Claude Lévi-Strauss, Les estructures elementals del parentiu.
L'any 1960, Henri Ey organitza un col·loqui a l'abadia de Saint-Florentin de Bonneval amb el tema de l'inconscient: hi va reunir psicoanalistes de la nova generació, filòsofs com Giles Deleuze, Merleau-Ponty i Jean Hyppolite. Gairebé tots els debats, de més a prop o més lluny, es relacionaven amb la teoria lacaniana de l'inconscient. D'aquesta època a França, la psicoanàlisi sembla resumir-se en aquesta posició: ser amb o contra Lacan. Lacan pren una posició central i cristal·litza els debats.
Els dotze anys que passen entre la fundació de la Societat francesa de psicoanàlisi i la seva dissolució l'any 1965 són un període de grans canvis en el camp de la psicoanàlisi francès. D'un punt de vista institucional, es tracta de deu anys de negociacions per què els psicoanalistes que van produir l'escissió l'any 1953 fossin reconeguts per l'associació internacional de psicoanàlisi. Les investigacions de l'IPA es concentraran progressivament en Lacan i en les seves sessions curtes. Les investigacions conclouran l'any 1963, quan la Societat francesa de psicoanàlisi rebrà el seu suport si retira a Jacques Lacan (i a Françoise Dolto) el seu títol d'ensenyant, és a dir, el títol que li permet formar psicoanalistes i de continuar el seu ensenyament. Això va provocar l'esclat de la societat fundada per Daniel Lagache, els quals no practicaven ni donaven suport a les tècniques de Jacques Lacan, i que es van veure exclosos de les institucions internacionals si continuaven protegint a Lacan. Així, l'any 1964, va néixer l'Associació psicoanalítica de França, sota la supervisió de Daniel Lagache, Jean-Bertrand Pontalis, Didir Anzieu i Jean Laplanche. L'escola lacaniana es concentrarà al voltant de l'Escola francesa de psicoanàlisi, anomenada, temps més tard, Escola freudiana de París.

### Lacan, psicoanalista i el camp lacanià
Als seixanta-tres anys, Lacan va fundar la seva pròpia escola. Els estatuts de la nova escola eren autocràtics, on Lacan ho presidia i organitzava tot. L'ensenyament i l'organització és més positiva per als més joves, en estar menys jerarquitzats. Tan sols hi ha un sector, dins l'escola, que estigui pròpiament jerarquitzat: Lacan i la resta. Els òrgans de decisió són sempre formats per Lacan i mai sobrepassen la seva autoritat. La publicació dels Écrits, l'any 1966, li donen una popularitat esperada: des d'aquest moment forma part del debat estructuralista i el seu nom és citat al costat de Claude Lévi-Strauss, de Roland Barthes i de Michel Foucault. Aquest nou èxit comporta una assistència important de joves a l'École française de psychanalyse; joves que imiten l'estil de Jacques Lacan, a vestir i a parlar com ell.
Lacan introdueix l'any 1969 una pràctica experimental per habilitar un psicoanalista com psicoanalista de l'escola, el pas. Serà un factor de dissensió per l'adopció d'un procediment que provocarà una escissió: molts membres històrics com François Perrier, Piera Aulagnier i Jean-Paul Valabréga. Serà, també, una decepció, ja que aquest procediment, creat per evitar la idealització i la burocratització, crearan l'efecte contrari a l'efecte esperat. En onze anys, tan sols disset persones passaran satisfactòriament les proves.
Poc després de la fundació de l'escola, Lacan afegirà un nou gir al seu ensenyament, anomenat el canvi logicista. A la vegada de les intervencions d'un jove Jacques-Alain Miller, Lacan girarà vers Gottlob Frege, Gödel i la topologia. El seu principi fou el d'assegurar que la recepció del seu ensenyament no fos objecte a les derives a les quals Freud es va veure subjecte. Els nusos, les formes impossibles, els matemes envairan els seminaris del mestre i esdevindran, encara, més difícils de seguir. Lacan esperava, així, sortir definitivament del caràcter encara massa descriptiu d'això que Lacan anomenà linguisterie.
Després d'haver allunyat temporalment l'esdevenir de la psicoanàlisi de les ciències socials, la psicoanàlisi s'apropa vers les ciències exactes.
Des d'aquest moment, que Lacan no es veurà lligat a cap negociació institucional, la seva pràctica en tant que psicoanalista es veurà alliberada. Podrà demanar als seus pacients d'acudir tres sessions d'alguns minuts durant el mateix dia. Ja tenia el costum d'aixecar-se, de parlar, de menjar i d'escriure durant les sessions; a partir d'ara juga amb les cintes de Möbius, trossos de cordills i de paper. Rep a gent al seu despatx durant tot el dia de manera ininterrompuda, fins al punt que pacients i alumnes no demanaran hora de visita.
Aprofitant-se de la reforma de les universitats, a causa dels fets del maig del 1968, Lacan prova d'entrar a la universitat per la via d'un departament de psicoanàlisi a Vincennes (París VIII). Tot i la proposició del president del departament, Lacan no ocuparà cap càrrec, però el departament serà una mena de pal de paller del departament. Aquesta última experiència farà florir les oposicions, ja existents, entre els diversos corrents al si de l'Escola freudiana de París. La presa de la direcció del departament per Jacques-Alain Miller l'any 1974, en nom de Lacan, i marcat per la substitució de nombrosos càrrecs del departament, van provocar una forta polèmica a l'interior i a l'exterior de la facultat, entre els psicoanalistes i els no psicoanalistes.
Alguns anys més tard, el suïcidi d'un psicoanalista havent fallat el pas de l'escola lacaniana, posa de rellevància les dissensions internes, de les quals molts dubtaven que l'escola lacaniana fos encara dirigida pel mestre i en canvi fos realment dirigida pel seu entorn més proper. En efecte, Lacan té forces absències, es mostra a poc a poc més cansat i va delegant la gestió dels assumptes interns al seu gendre Jacques-Alain Miller. Decideix, doncs, dissoldre l'Escola francesa de psicoanàlisi. Després d'alguns anys de crisi, l'Escola francesa de psicoanàlisi, l'única escola fundada per Lacan, es dissol.
Afectat d'un càncer de còlon del qual refusa tractar-se, pateix un accident de cotxe l'any 1978. Lacan es tanca en un silenci que a poc a poc esdevé absolut. Atura les seves activitats, a banda de les de la psicoanàlisi. Jacques Lacan mor en una clínica a prop de París, a causa d'una insuficiència renal el 9 de setembre de 1981.

## Caràcters generals de l'obra i del pensament de Jacques Lacan
«L'inconscient està estructurat com un llenguatge». Aquesta sentència dona una idea general del pensament de Lacan. Aquesta frase recorda, utilitzant el concepte de l'inconscient, que Lacan s'inscriu en el corrent de la psicoanàlisi. Ens mostra, amb el terme de l'estructura, l'apropament singular de Lacan, quina és la relació entre l'inconscient, el llenguatge i l'estructuralisme. És a dir, especifica la relació que consisteix, principalment, en la importància del llenguatge en l'explicació psicològica.
Freud havia dissenyat l'inconscient com a concepte explicatiu principal del funcionament de la psique. Freud el deduí a partir de l'estudi de les manifestacions de l'inconscient, que, sovint, eren manifestacions normals o patològiques. L'abandonament de la hipnosi i la suggestió marquen un canvi en el pensament freudià; un canvi que permet a la psicoanàlisi sortir de la simple tècnica de la suggestió i la psicoteràpia. A partir d'aquell moment, Freud començà a interpretar la malaltia psíquica en funció de la paraula del pacient. Lacan remarcarà que, en els treballs de Freud, l'inconscient es mostra de dues maneres: en tant qui parla, com qui somia, comet un desplaçament (dir una paraula en comptes del que correspondria), o en tant que una condensació (la paraula d'esperit «famillionaire», analitzada per Freud). Lacan afirmà que el desplaçament i la condensació, com a metàfora i metonímia, són els dos únics mitjans de produir el significat si es refereixen a l'anàlisi de Jakobson, i que d'aquesta forma, doncs, l'inconscient té un comportament comparable al del llenguatge.
Lacan, doncs, volgué reinterpretar la concepció de Freud, rellegint la seva obra des d'una òptica estructuralista, des de les aportacions dels estudis del camp de la lingüística. Aquesta voluntat de reinterpretació freudiana i la utilització de la lingüística van fer valer a Lacan el seu èxit després de l'acceptació d'uns psicoanalistes, i el refús dels altres.

## Conceptes principals de la psicoanàlisi lacaniana

### L'estadi del mirall: el jo tractat com un efecte òptic

#### Allò que està en joc en Lacan
El primer tema que Lacan tractà en una conferència internacional de psicoanàlisi, el XVI Congrés de l'Associació Internacional de Psicoanàlisi (IPA), l'any 1936, fou l'estadi del mirall, un tema que no deixà de formar part de la reflexió de l'obra de Lacan. És així doncs, de la reflexió d'aquest estadi o fase, que Lacan aportà un bon nombre de noves problemàtiques a la psicoanàlisi: de la naturalesa del Jo, dels seus rols en relació amb l'ideal del Jo i el Jo ideal, però també sobre la natura del narcisisme, tema crucial de la teoria psicoanalítica.

#### Estadis del mirall
Lacan, havent començat a treballar sobre el concepte cap a l'any 1936 i havent-lo modificat fins al 1960, comprendrà que és impossible reduir una reflexió de més de vint anys a una sola teoria. Hi haurà, per exemple, l'estadi del mirall abans i després de la invenció de l'ordre del Real, del Simbòlic i de l'Imaginari. Hi haurà l'estadi del mirall abans i després de la invenció de l'objecte (a). Aquest concepte, doncs, s'inscriurà dins la història de la reflexió lacaniana i, tot i la facilitat per pensar en l'estadi del mirall com quelcom de simple i de reutilitzable fora del pensament lacanià, serà necessari, per comprendre'l, de situar el concepte dins de les problemàtiques, tan pròpies, de les teories seu inventor. L'estadi del mirall és, sobretot, una reflexió sobre dos conceptes: el cos propi, determinat pel terme (wallonien) de cos propi designat per la intuïció de la unitat de la seva persona per l'infant, i la representació; és a dir, a la vegada, la capacitat d'organitzar les imatges i a situar-se en un ordre amb relació a aquestes imatges. Lacan afirma que l'infant anticipa a la identificació amb la unitat corporal que psicològicament encara no és efectiva -pel fet de la maduració incompleta del sistema nerviós-, identificant-se amb una imatge exterior que ha estat capaç de diferenciar de la resta: la seva. Per haver pogut diferenciar la seva imatge de les altres, ha fet falta que l'infant comprengui la diferència entre la imatge (en el sentit de tot allò que és vist) i la representació (la imatge que representa allò que figura). La meva pròpia imatge al mirall no pot ser res més que una representació; ella em mostra allò que jo mai seré capaç de veure directament sense quelcom artificial. És així que com es pot comprendre una primera diferència entre el Jo (el Je francès, pronom personal), aquell qui veu la seva pròpia imatge i que s'identifica amb ella, i el Jo (el moi francès, pronom personal), la imatge amb la qual s'identifica l'infant. Això descobreix el sentit de la identificació per a Lacan: una tensió entre un Jo (Je), que anomenarà més tard, "subjecte de l'inconscient", i un Jo (moi) sempre social, posat en un ordre lògic (ja que el cos és distingit com sent cos propi pel fet d'una inducció lògica) i en l'ordre social (més tard Lacan destacarà la importància que un adult reconegui a allò que no és res més que una intuïció d'identificació). L'estadi del mirall és, doncs, l'alienació activa d'un subjecte a una imatge, que serveix al procés d'identificació tan sols si és reconeguda com a artificial per l'infant i designada, a la vegada, com a representació adequada per l'adult. 

Versió final de l'esquema de l'estadi del mirall segons Lacan. S barrada: el subjecte dividit. M: Mirall. A: el grand Altre. C: el cos propi. a: l'objecte del desig. i' (a): el Jo(moi) ideal.

L'estadi del mirall també descobreix un moment del desenvolupament de l'infant. O, almenys, allò que ell entén desenvolupar com a formar part de la dinàmica mateixa de la identificació, que serà igual i idèntica al llarg de tota la seva existència. L'estadi del mirall descriu l'estructura (que Lacan encara anomenava paranoica l'any 1949) del subjecte, dividit entre el Jo (Je), sobretot el subjecte de l'inconscient, i el Jo (moi). El Jo (moi) es mostra, doncs, com un miratge que prové de la imatge (allò que es veu i s'observa) i del social (les relacions intersubjectuals), un miratge que, nogensmenys, és necessari.

#### L'estadi del mirall és un concepte lacanià?
S'ha parlat sovint dels préstecs que Lacan tenia per costum de fer als conceptes dels seus contemporanis. Sobre l'estadi del mirall, els escrits de Henri Wallon a, sovint, són citats com a referències per als textos de l'estadi del mirall de Lacan; així com els orígens en Kojève de la definició dinàmica de la identificació coneguda com a moviment. Élisabeth Roudinesco recorda que la distinció del Moi/Je que opera en la dialèctica de Lacan en diversos textos, i molt important en el seu pensament, té com a origen les notes d'Édouard Pichon sobre la dificultat que hi ha en traduir el Ich (pronom personal, primera persona del singular en alemany) de Freud, sistemàticament, pel moi (francès), ja que en certs contextos el Je (francès) seria més adequat. Nogensmenys, si aquesta problemàtica interessà a Lacan, el Je lacanià és un Jo, pel damunt de tot, imaginari.
Sense menystenir, doncs, l'aportació a la psicoanàlisi de tots els pensadors contemporanis a Lacan, la reflexió lacaniana sobre l'estadi del mirall té poca cosa de prestada del pensament de Henri Wallon, qui no s'interessa ni estudia problemes conceptuals al voltant de la identificació en psicoanàlisi, ni sobre el narcisisme, ni sobre l'essència de l'imaginari, ni del Jo ni sobre l'objecte del desig. Això no obstant, sí que es pot dir, d'una forma força considerable, la importància d'un hegelianisme que prové de Kojève, que Lacan utilitzarà fins al 1954, fins a la introducció dels conceptes del Real, el Simbòlic i l'Imaginari. Pel que fa a l'aportació de Pichon, sobre la distinció entre el Jo i el Jo (Je/Moi, en francès), tindrà una gran rellevància en les consideracions i estudis sobre teories gramàtiques.
Lacan, doncs, utilitzà Kojève, Wallon, Pichon, i inclòs algunes influències de Dalí, tot i que l'estadi del mirall, segons Lacan, no té res que provingui directament del pensament de cap d'ells.

### El retorn a Freud
L'ensenyament de Jacques Lacan comença amb un concepte d'una aparença simple, el retorn a Freud. La voluntat d'un retorn a Freud suposa que Lacan considerava que existia una llacuna a França sobre el coneixement dels estudis freudians, que hi havia necessitat de retornar a la seva obra, de retrobar-la, qüestionar, implícitament, la qualitat de les traduccions, de l'ensenyament als psicoanalistes i dels teòrics psicoanalistes de l'època. Lacan, des d'un principi, s'oposà a allò que ell considerava la deriva de la psicoanàlisi: l'ego-psychology, representada per Anna Freud i Rudolph Loewenstein. És a dir, Lacan es proclama com un pensador a l'origen de Freud, refusant les, segons Lacan, manipulacions del pensament freudià.
El que caracteritza l'actitud de Lacan en el seu retorn a Freud és una lectura que no busca establir-se en l'ortodòxia freudiana, i sobretot a subratllar allò que hi ha d'original en el pensament de Freud, tal com ho formula Jean-Michel Rabaté: «Igual que Althusser es va preguntar com llegir Karl Marx d'una forma simptomàtica, separant allò que era autènticament marxista d'allò que era purament hegelià en els seus escrits, Lacan es pregunta on i com recuperar els textos on Freud es mostra autènticament freudià. »
Tenint en compte aquesta nota de Jean-Michel Rabaté, és possible comprendre l'actitud de Lacan, reclamant la figura de Freud, mofant-se obertament de les idees que el fundador de la psicoanàlisi creia fermament (com la possibilitat de reduir la psicologia a la biologia.
El retorn a Freud, doncs, no consisteix únicament en una crítica a l'ensenyament dels deixebles de Freud, sinó també una crítica oberta a l'ensenyament directe de Freud, que segons Lacan, ni Freud mateix assolí mai consciència del seu coneixement; com sent fidel a ell mateix o explorar les conseqüències dels seus descobriments.
Aquesta manera particular de tornar a Freud que es pot anomenar com una paradoxa del pensament lacanià, de retorn cada cop a Freud, que es reclama com a veritable lector del pensament freudià, i que, per tant, per motius històrics (com la lingüística, que no existia a l'època de Freud, i que tindrà una importància cabdal durant els anys 1950), com per motius teòrics, les diferències entre Lacan i Freud són considerables.

### El concepte d'estructura
Una de les aportacions de Lacan a la psicoanàlisi és la seva temptativa d'integrar-la a la perspectiva estructuralista. Lacan afirmà en nombroses ocasions que deu la seva concepció de l'estructura a Claude Lévi-Strauss. La tesi de l'antropòleg, Les structures élémentaires de la parenté (les estructures elementals del parentiu), és l'obra contemporània de Lacan més citada en els seus seminaris. És evident, doncs, i cal admetre que, l'estructura de Lacan i l'estructura de Lévi-Strauss són les mateixes, i que ambdues tenen un interès per allò que s'exposa en l'obra de l'antropòleg.

Nus Borromeu; il·lustra la implicació del Real, del Simbòlic i de l'Imaginari, segons la teoria lacaniana.

La següent definició il·lustra d'una forma sintètica el sentit amb què l'antropologia francesa entén el concepte de l'estructura: «les institucions humanes són estructures on el tot, és a dir, el principi regulador, que es pot donar abans de les parts, com a conjunt complex constituït per la terminologia de la institució, les seves conseqüències i les seves implicacions, els costums pels quals l'estructura s'explica i les creences amb les quals l'estructura té lloc. Aquest principi regulador pot posseir un valor racional sense ser reconegut racionalment; pot explicar-se d'una forma arbitrària, sense, per tant, estar privat de significació». D'aquesta definició se'n dedueix que el mecanisme de funcionament del 'tot' de l'estructura és el principi regulador, independent de les parts. L'estructura segons Lévi-Strauss és una estructura lògica, un conjunt de relacions entre termes intercanviables.
Segons Lacan, aquest principi regulador, l'estructura del subjecte, és la implicació de tres funcions: el Real, el Simbòlic i l'Imaginari (l'R.S.I.). L'any 1972, Lacan representarà aquesta triple implicació de les funcions Real, Simbòlic i Imaginari mitjançant el nus borromeu (le nœud borroméen). És igual quin dels tres anells sigui trencat perquè el nus no es mantingui unit. El «trípode R.S.I», com Lacan l'anomenarà, formarà part del conjunt conceptual lacanià. És una intuïció fonamental de Lacan que li servirà en l'anàlisi i l'estudi dels fenòmens psíquics.

### La importància del llenguatge
Alumne i analitzador de Jacques Lacan, Charles Melman afirma: «en primer lloc, cal per Lacan de ressaltar allò que Freud no va poder o no va osar fer, fou mostrar com el llenguatge és allò que regula la nostra relació amb el món, així com amb nosaltres mateixos.»
El pensament de Lacan podria ser definida com una teoria estructural del desig i del llenguatge. Teoria del desig, ja que l'essència de l'ésser humà és el desig per Spinoza, i Lacan fou un gran lector de Spinoza al llarg de la seva vida. Teoria del llenguatge, ja que és per aquesta teoria que es té accés a l'inconscient. I teoria estructural, ja que el llenguatge respon a les lògiques internes que les investigacions lingüístiques del segle xx van acordar sota el terme d'estructura. Ara bé, l'estructura, per Lacan, és a la vegada allò que produeix i allò que conforma la realitat de l'inconscient. En efecte, l'inconscient no és un no-conscient, l'inconscient respon a un conjunt de processos actius.
Així, mentre Lacan avança la teoria dels tres ordres (del Real, del Simbòlic i de l'Imaginari), ho fa donant-hi suport mitjançant les seves reflexions sobre la natura, i no del llenguatge en general, de l'home, l'ésser que parla (que Lacan reanomenarà el parlésser "le parlêtre"). El fet de posseir un llenguatge ens fa fora, d'alguna manera, del món: així neix el Real, allò que no pot ser anomenat, allò que no descobreix el llenguatge. El llenguatge en el qual nosaltres naixem conté valors, organitza el món en el qual viurem abans, fins i tot, que estiguem vius; aquesta dimensió que organitza i distribueix el valor, d'allò que Lacan anomena, el Simbòlic. Pel que fa a l'imaginari, organitza la manera com el subjecte es percep, mitjançant la mediació dels altres i del llenguatge en el qual es troba.
La teoria lacaniana es gira, en aquest punt, cap al llenguatge i a la importància que té en l'estadi del mirall. Quan l'infant fa la diferència entre la imatge i la representació, allò que descriu exactament l'estadi del mirall és descobrir el signe, és a dir, allò que es troba per una altra cosa, que mostra aquesta cosa, però que no ho és.

#### Debats sobre la concepció lacaniana dels lligams entre llenguatge i l'inconscient
El psicoanalista Alain Costes afirma, en primer lloc, que la identificació del concepte freudià de desplaçament al concepte, lingüístic, de la metonímia i, simètricament, de la condensació (en un sentit freudià) a la metàfora, és erroni. Reprenent una crítica a Lacan de Jean Laplanche, el llenguatge, segons la tòpica freudiana, provindria del preconscient i no de l'inconscient, com afirmaria Lacan. Afirma també que Lacan no és freudià en la seva concepció sobre l'inconscient.
El lingüista Georges Mounin afirma, pel que fa a Lacan, en un article que creà polèmica, que Lacan feia servir conceptes sausserians. Per contra, Michel Arrivé destacà que existia una diferència notòria entre Lacan i Ferdinand de Saussure, que els conceptes lacanians no eren distorsions, sinó adaptacions necessàries de la utilització d'un univers conceptual, el lingüístic, per un altre univers conceptual, el psicològic. És així com Lacan transformà el concepte sausserià de significant per construir una lògica del significant.

### Els quatre discursos
Discurs de la Universitat, discurs de l’amo, discurs de la histèrica, discurs de l’analista.

### Les crítiques científiques
Alan Sokal i Jean Bricmont, en l'obra Impostures intel·lectuals, posen de manifest l'abús de conceptes científics per pensadors com Jean Baudrillard, Gilles Deleuze o Michel Serres, i consagren el primer capítol a la crítica de Jacques Lacan. Posen de manifest que Lacan no dona mai la justificació a la utilització de les superfícies topològiques per tractar el gaudi (la jouissance, en francès), considerat un espai en el sentit topològic del concepte, o de l'estructura del neuròtic. També destaquen l'ús de la metàfora com a eina discursiva per a fer més fàcil la comprensió de les seves explicacions.
També posen de manifest, i també diversos filòsofs de la ciència nord-americans, l'ús de termes matemàtics i aritmètics reclamats per Lacan com conceptes que dotaven de rigor les seves exposicions. Nogensmenys, per Lacan l'ús d'aquests conceptes eren metàfores matemàtiques, noció que Lacan, però, no explicarà.
Així, Alan Sokal i Jean Bricmont s'interessen també per les paradoxes matemàtiques per les quals s'interessa Lacan; com les paradoxes de Paradoxa de Russell o de Cantor. Reconeixen que Lacan no donà cap argument per justificar les paradoxes, pertanyents a la matemàtica, i el seu lligam amb la psicoanàlisi.
Sokal i Bricmont precisaran:
«no pretenem jutjar la psicoanàlisi de Lacan, la filosofia de Deleuze o els treballs de Latour en sociologia. Ens limitem als enunciats que es relacionen amb la física o les matemàtiques, o sobre problemes fonamentals de la filosofia de la ciència.»
En general, els matemàtics no aproven la manera com Lacan utilitzà les matemàtiques. Així, en la revista 'Tangente', els autors subratllaran que Lacan utilitzà les matemàtiques com una font de metàfores, sense que aquestes siguin vàlides matemàticament parlant. Aquest abús de les matemàtiques, segons la revista, es deuria a una pretensió de Lacan per dotar les seves teories d'una il·lusió de profunditat i legitimitat científica.
Segons el lingüista i filòsof americà Noam Chomsky, que conegué a Lacan durant els anys 1970, digué: «en el cas de Lacan, per exemple -sonarà cruel-, però la meva opinió sincera és que ell era conscient que era un xarlatà, i va estar jugant amb la comunitat intel·lectual de París per veure quanta absurditat podia arribar a dir, i ser pres seriosament. I ho dic sincerament, perquè el coneixia».
Per acabar, el filòsof Jean Guitton va denunciar la idea segons la qual la psicoanàlisi, tal com pensava Freud, gairebé tots els mals tenen un origen sexual. Digué sobre Lacan: "s'ha tingut la impressió de Lacan que l'altre és un ésser, un objecte del qual es vol abusar i de no poder voler-lo lliurement, i que aquest seria l'origen de tots els problemes psíquics".

## Lacan i la filosofia
Les relacions entre l'obra de Lacan i la filosofia es pot presentar de diverses maneres. En primer lloc, es pot preguntar sobre la influència de la filosofia en l'evolució intel·lectual de Lacan i sobre allò que el mateix Lacan va poder prendre dels diferents pensadors que llegia. També es pot preguntar sobre la importància del seu treball per a la filosofia, tal com es pregunta Jean-Pierre Cléro sobre l'existència d'una filosofia lacaniana.